# جوناثان كاسترو أوتو
جوناثان كاسترو أوتو (بالإسبانية: Jonathan Castro Otto)‏ ويعرف باسم جوني (بالإسبانية: Jonny)‏ هو لاعب كرة قدم إسباني في مركز الدفاع ولد في يوم 3 مارس 1994 في مدينة فيغو في إسبانيا، يلعب حالياً مع نادي سيلتا فيغو كما لعب مع منتخب إسبانيا تحت 21 سنة لكرة القدم يبلغ طول اللاعب 180 سم.

## وصلات خارجية
- جوناثان كاسترو أوتو على موقع الاتحاد الأوربي (الإنجليزية)
- جوناثان كاسترو أوتو على موقع قاعدة بيانات كرة القدم.إي يو (الإنجليزية)
- جوناثان كاسترو أوتو على موقع ناشيونال فوتبول تيمز (الإنجليزية)
- جوناثان كاسترو أوتو على موقع Soccerbase.com (لاعب) (الإنجليزية)
- جوناثان كاسترو أوتو على موقع Soccerway.com (الإنجليزية)
- جوناثان كاسترو أوتو على موقع عالم كرة القدم.نت (الإنجليزية)
- جوناثان كاسترو أوتو على موقع AS.com (الإسبانية)

- جوني على موقع بي دي فوتبول
- جوني على موقع سوكرواي